# 愛知県道393号豊橋港線
愛知県道393号豊橋港線（あいちけんどう393ごう とよはしこうせん）は、豊橋市内を通る、豊橋駅と豊橋港を結ぶ4車線（神野新田町内一部6車線）の一般県道である。

## 概要
豊橋駅西口から豊橋港まで市街地を通って直接結ばれているため、生活道路としても産業道路としても利用される。また、豊橋市の第二次緊急輸送道路に指定されている。

### 路線データ
- 起点：豊橋市神野新田町ヲノ割/ルノ割（神野新田町ルノ割交差点）
- 終点：豊橋市大橋通3丁目（国道23号交点・守下交差点）
- 全長：約5.7 km
- 車線（始点から順に）
  - 6車線（起点・豊橋市神野新田町・三郷交差点間）
  - 4車線（豊橋市神野新田町・三郷交差点・斉藤交差点間）
  - 2車線（斉藤交差点・豊橋市大橋通・城海津交差点間）
  - 4車線（豊橋市大橋通り・城海津交差点・終点間）

## 沿革
- 1976年3月10日：認定

## 別名
- みなと大通り（豊橋市起点から往完町交差点までの区間）
- 西駅通り（豊橋市豊橋駅西交差点から斉藤交差点までの区間）
- 大橋通り（豊橋市城海津交差点から終点までの区間）

## 重複区間
- 愛知県道388号大山豊橋停車場線（豊橋駅西交差点・城海津交差点間）[2]

## 通過する自治体
- 愛知県
  - 豊橋市

## 交差・接続している道路
- 豊橋臨港道路1号線（神野新田町ルノ割交差点、直進）
- 国道23号（豊橋バイパス）（神野新田交差点・神野新田IC）
- 愛知県道386号平井牟呂大岩線（牟呂町市場交差点）
- 愛知県道502号豊橋環状線（往完町交差点、交差）
- 豊橋市道大国町・往完町1号線（みなと大通り）（往完町交差点、右斜め直進）
- 豊橋市道花田一番町5号線（豊橋駅西交差点、直進）
- 愛知県道388号大山豊橋停車場線（豊橋駅西交差点・城海津交差点間で重複）
- 豊橋市道野田町・羽田町1号線（斉藤交差点、直進）
- 国道23号（蒲郡街道）（守下交差点、交差）
- 愛知県道496号白鳥豊橋線（大橋通り）（守下交差点、直進）

## 沿線・周辺
- 三河港（豊橋港） 神野埠頭（豊橋臨港道路1号線を直進先）
- 豊橋税関支所（同上）
- ライフポートとよはし（同上）
- ファミリーマート 神野新田町店（起点直近）
- ローソン 豊橋神野新田店
- ファミリーマート 豊橋神野南店
- ファミリーマート 牟呂店
- ジャンボエンチョー豊橋神野店
- ドミー 神野店
- コジマ×ビックカメラ豊橋店
- 豊橋市立牟呂小学校
- 柳生川（柳生運河）
- 豊橋牟呂郵便局
- 豊橋南消防署西分署
- 豊橋往完郵便局
- 豊橋駅（西口）
- 豊橋商工会議所
- こども未来館（旧豊橋市民病院跡）

## バス路線
- 豊鉄バス（神野ふ頭線）
  - 起点から終点まで一部区間を除いて、道路に沿って運行している。